# Öppet vatten-simning vid världsmästerskapen i simsport 2015
Öppet vatten-simning vid världsmästerskapen i simsport 2015 i Kazan avgjordes mellan 25 juli och 1 augusti. Sju tävlingar fanns på programmet, tre för herrar, tre för damer samt en lagtävling.

## Medaljsummering

### Damer
| Distans      | Guld                    | Silver                      | Brons                   |
| 5 kilometer  | Haley Anderson (USA)    | Kalliopi Araouzou (GRE)     | Finnia Wunram (GER)     |
| 10 kilometer | Aurélie Muller (FRA)    | Sharon van Rouwendaal (NED) | Ana Marcela Cunha (BRA) |
| 25 kilometer | Ana Marcela Cunha (BRA) | Anna Olasz (HUN)            | Angela Maurer (GER)     |

### Herrar
| Distans      | Guld                    | Silver               | Brons                     |
| 5 kilometer  | Chad Ho (RSA)           | Rob Muffels (GER)    | Matteo Furlan (ITA)       |
| 10 kilometer | Jordan Wilimovsky (USA) | Ferry Weertman (NED) | Spyridon Gianniotis (GRE) |
| 25 kilometer | Simone Ruffini (ITA)    | Alex Meyer (USA)     | Matteo Furlan (ITA)       |

### Lag
| Disciplin  | Guld                                                   | Silver | Brons           |
| Lagtävling | Tyskland Rob Muffels Christian Reichert Isabelle Härle | Brasilien Allan do Carmo Diogo Villarinho Ana Marcela Cunha Nederländerna Marcel Schouten Ferry Weertman Sharon van Rouwendaal | Ej utdelat pris |